# Max Studer
Max Studer, né le 16 juin 1996 à Kestenholz, est un triathlète suisse, champion de Suisse de triathlon courte-distance en 2023 et champion d'Europe sprint en 2021.

## Biographie
Max Studer finit à la 9e place aux Jeux olympiques d'été de 2020 à Tokyo à six secondes du diplôme olympique et termine à la 7e place avec l'équipe de Suisse en relais mixte.
Son frère cadet Félix a arrêté le triathlon pendant la pandémie de Covid-19 en 2020. Deux années précédemment, il est champion d'Europe en relais mixte avec l'équipe de Suisse espoirs.

## Palmarès
Le tableau présente les résultats les plus significatifs (podium) obtenus sur le circuit national et international de triathlon depuis 2018.
| Année | Compétition                                      | Pays           | Position           | Temps           |
| ----- | ------------------------------------------------ | -------------- | ------------------ | --------------- |
| 2023  | Coupe d'Asie - étape de Dexing                   | Chine          | Médaille d'or      | 1 h 48 min 19 s |
| 2023  | Championnat de Suisse                            | Suisse         | Médaille d'or      | 54 min 43 s     |
| 2023  | WTS Hambourg                                     | Allemagne      | Médaille de bronze | 1 h 22 min 35 s |
| 2023  | Championnat du monde en relais mixte             | Allemagne      | Médaille de bronze | 1 h 22 min 35 s |
| 2022  | Coupe du monde - l'étape de Pontevedra           | Espagne        | Médaille de bronze | 1 h 47 min 17 s |
| 2022  | Coupe d'Europe - l'étape sprint de Caorle        | Italie         | Médaille d'or      | 51 min 20 s     |
| 2022  | Championnat d'Europe en relais mixte             | Allemagne      | Médaille de bronze | 1 h 26 min 19 s |
| 2021  | Championnats d'Europe de triathlon sprint        | Autriche       | Médaille d'or      | 0 h 32 min 3 s  |
| 2021  | Coupe du monde - l'étape de Lisbonne             | Portugal       | Médaille d'argent  | 1 h 42 min 41 s |
| 2020  | Coupe d'Afrique - l'étape sprint de Bloemfontein | Afrique du Sud | Médaille d'or      | 55 min 5 s      |
| 2019  | Coupe du monde - l'étape de Weihai               | Chine          | Médaille d'argent  | 1 h 54 min 49 s |
| 2019  | WTS Nottingham                                   | Royaume-Uni    | Médaille d'argent  | 1 h 23 min 55 s |
| 2018  | Coupe du monde - l'étape sprint de Tongyeong     | Corée du Sud   | Médaille d'or      | 53 min 56 s     |
| 2018  | Coupe d'Europe - étape d'Alanya                  | Turquie        | Médaille d'or      | 1 h 49 min 21 s |